# Kargo
Kargo är en ort i Burkina Faso.   Den ligger i provinsen Province du Bam och regionen Centre-Nord, i den centrala delen av landet, 130 km norr om huvudstaden Ouagadougou. Kargo ligger 307 meter över havet och antalet invånare är 1 174.
Terrängen runt Kargo är platt. Närmaste större samhälle är Kongoussi, 18,9 km söder om Kargo.
Trakten runt Kargo består i huvudsak av gräsmarker. Runt Kargo är det ganska glesbefolkat, med 50 invånare per kvadratkilometer.